# Нинур
Нинур — река в России, протекает по Гусь-Хрустальному району Владимирской области. Правый приток реки Гусь. Предположительно, название реки имеет мордовское происхождение.

## География
Река Нинур берёт начало около деревни Растово. Течёт на восток через леса. Устье реки находится в 77 км от устья реки Гусь. Длина реки составляет 20 км, площадь водосборного бассейна — 105 км².

## Данные водного реестра
По данным государственного водного реестра России относится к Окскому бассейновому округу, водохозяйственный участок реки — Ока от водомерного поста у села Копоново до впадения реки Мокша, речной подбассейн реки — бассейны притоков Оки до впадения Мокши. Речной бассейн реки — Ока.
Код объекта в государственном водном реестре — 09010102312110000026580.